# متروسدرس أرفاكي
متروسدرس أرفاكي (الاسم العلمي:Metrosideros arfakensis) هو نوع من النباتات يتبع جنس المتروسدرس من فصيلة الآسية.